# 塚本真由
塚本真由（日语：／ Tsukamoto Mayu，1997年4月15日—），日本女子花样游泳运动员，2018年世界花样游泳系列赛东京站集体技术自选、集体自由自选和自由组合金牌得主、2018年亚洲运动会集体银牌得主。